# Floriana
Floriana es un consejo local de Malta, justo a las afueras de la capital La Valeta. Este tiene una población es de 2.335 habitantes. Nombrada así en honor al ingeniero militar italiano Pietro Paolo Floriani, de Macerata, que fue el responsable de construir las fortificaciones de la ciudad. Sin embargo, los edificios actuales de la ciudad, como la parte residencial, fue obra del Gran Maestro portugués António Manoel de Vilhena y de hecho Floriana es también llamado como "Borgo Vilhena" o "Citta Vilhena".
La Iglesia Arciprestal de Foriana es dedicada a San Publio, aclamado tradicionalmente como el primer Obispo de Malta. Fue el mismo Publio quien recibió a San Pablo durante su naufragio en la isla.
- Datos: Q832807
- Multimedia: Floriana / Q832807